# هيتومي هوندا
هيتومي هوندا (باليابانية: 本田仁美) هي مغنية يابانية، ولدت في 6 أكتوبر 2001 في توتشيغي في اليابان.

## وصلات خارجية
- هيتومي هوندا على موقع IMDb (الإنجليزية)
- هيتومي هوندا على موقع ميوزك برينز (الإنجليزية)
- هيتومي هوندا على موقع ديسكوغز (الإنجليزية)
- هيتومي هوندا على موقع قاعدة بيانات الفيلم (الإنجليزية)